# Octapolis
Octapolis é um jogo eletrônico dos gêneros shoot 'em up e plataforma programado pelo finlandês Jukka Tapanimäki e publicado pela English Software. Foi lançado para o Commodore 64 em 1987. Este foi o primeiro jogo de Tapanimäki lançado comercialmente e sua fase shoot 'em up assemelha-se à Sanxion, que serviu de inspiração para o programador começar a projetar jogos eletrônicos.
Tapanimäki enviou uma versão de demonstração para várias publicadoras estrangeiras, das Hewson, CRL e English Software responderam com uma oferta sobre um contrato de publicação. Ele inicialmente concordou com o contrato da English Software, mas a empresa faliu logo após a publicação de Octapolis, o que interferiu em sua repercussão. A música do jogo foi composta por Wally Beben.
Octapolis refere-se as oito cidades presentes no jogo, cada uma das quais contém um curto percurso de shoot 'em up e um mais longo de plataforma. A parte inicial inclui duas telas, uma das quais é vista de cima para baixo e a outra de lateral. Na sequência, o jogador assumia o controle de um personagem vestido com um traje espacial. Em uma rara avaliação crítica, o contribuinte da revista finlandesa C, Jori Olkkonen, deu ao jogo cinco estrelas.